# الدموع الحقيقية
الدموع الحقيقية (بالإنجليزية: True Tears)‏ باليابانية هي سلسلة أنمي يابنية وأنتجت من قبل P.A. Works وهي من إخراج جينجي نيشامورا. تم بث هذا الأنمي في تلفزيون كاناغاوا وأطلق سراحه في 6 يناير2008 و30 مارس 2008 ويتكون من 13 حلقة.هذا الأنمي يشترك مع الرواية البصرية التي تحمل نفس الاسم التي سبقتها، وذالك باستخدام قصة مختلفة تماما مع شخصيات مختلفة، ونمط مختلف.

## القصة
تدور أحداث هذه القصة حول شاب في المرحلة الثانوية ويدعى شينيتشيرو ناكاغامي مع قدرة فنية عالية. هو يعيش مع أمه، وأبيه، وزميلته في المدرسة الثانوية هيرومي يوسا التي انتقلت إلى العيش في منزلهم بعد ما مات أبيها. ولقد كان أبيها أقرب صديق للعائلة، وكان من الطبيعي أن تذهب هيرومي في العيش في عائلة ناكاغامي، وقد مضى عام واحد منذ أن جائت للعيش في منزلهم.لم يعرف شينيتشيرو هيرومي لسنوات، هيرومي لها شعبية كبيرة في المدرسة، في الألعاب الرياضية فهي تبتسم دائماً, ولكن شينيتشيرو يعرف أن يجب عليها أن تخبي أشيائن في داخلها، في المدرسة التقى بفتاة غريبة تدعي نوي إيسوروجي التي تتمنى له أن تحل عليه محنة، بعد ما أثارها شينيتشيرو.

## الشخصيات
شينيشيرو ناكاغامي (仲上 眞一郎 Nakagami Shinichirō)
نوي إيسوروجي (石動 乃絵 Isurugi Noe)
هيرومي يوسا (湯浅 比呂美 Yuasa Hiromi)
أيكو أندو (安藤 愛子 Andō Aiko)
ميوكيتشي نوبوسي (野伏 三代吉 Nobuse Miyokichi)
توميو كوروبي (黒部 朋与 Kurobe Tomoyo)
مونوهيرو ناكاغامي (仲上宗弘 Nakagami Munehiro)
شيوري ناكاغامي (仲上しをり Nakagami Shiori)
جون إيسوروجي (石動 純 Isurugi Jun)
رومي تاكاوكا (高岡 ルミ Takaoka Rumi)

## الوصلات
- Official website (باليابانية)
- Official English website
- Mania review
- ANN review
- الدموع الحقيقية في قاعدة بيانات الرواية المرئية